# 26210 Lingas
26210 Lingas è un asteroide della fascia principale. Scoperto nel 1997, presenta un'orbita caratterizzata da un semiasse maggiore pari a 2,7140211 UA e da un'eccentricità di 0,1657535, inclinata di 11,40238° rispetto all'eclittica.